# キリストの哀悼 (ボウツ)
『キリストの哀悼』（キリストのあいとう、仏: La Déploration du Christ、英: Lamentation of Christ）は、1455–1460年頃に初期フランドル派の画家ディルク・ボウツの工房が板上に油彩で描いたと思われる絵画で、主題はキリストの哀悼である。1871年に、コンスタン・モンジェ＝ミスバッシュによりパリのルーヴル美術館に寄贈された。当時、作品はロヒール・ファン・デル・ウェイデンに帰属されていたが、その直後に若い時代のディルク・ボウツの作品とされた。現在、ルーヴル美術館は確実にディルク・ボウツの工房の作品であるとし、たぶんキリストの捕縛の画家 (Maître de l’Arrestation du Christ) の手になるものであると見なしている

## 作品
本作におけるウェイデンの影響は、表現力豊かな人物描写に見られる。左端のマグダラのマリアの顔は、ことのほか悲しみを喚起する表情をしている。彼女の服装は優雅なものであるが、当時、彼女は、貞淑の鑑である聖母マリアには求めることのできない生身の女性としての魅力と夢を託されていた。一方、イエス・キリストへの哀悼と聖母マリアへの同情を示している福音書記者聖ヨハネは、聖母を優しい仕草で慰めようとしている。
ピエタ (キリストの遺体を膝の上に抱く聖母マリアの図像) を中央に配置した場面の背景には光あふれる風景が描かれ、中世のヨーロッパの都市として描かれたエルサレムの精密な景観が組み込まれている。さらに、前景に見られる静物画のような植物は、自然の観察者、そして細部の精密な描写にすぐれた画家の力量を証明している。